# Chrysogorgiidae
Famille
Synonymes
- Dasygorgidae Studer, 1887[2]
- Malacogorgiidae Hickson, 1904[2]

Les Chrysogorgiidae sont une famille de cnidaires anthozoaires de l'ordre des Alcyonacea. Ces animaux sont des coraux abyssaux.

## Liste des genres et espèces
Selon World Register of Marine Species (18 janvier 2019) :
- genre Chalcogorgia Bayer, 1949
- genre Chrysogorgia Duchassaing & Michelotti, 1864
- genre Distichogorgia Bayer, 1979
- genre Flagelligorgia Cairns & Cordeiro, 2017
- genre Helicogorgia Verrill, 1883
- genre Iridogorgia Verrill, 1883
- genre Metallogorgia Versluys, 1902
- genre Pleurogorgia Versluys, 1902
- genre Pseudochrysogorgia Pante & France, 2010
- genre Radicipes Stearns, 1883
- genre Rhodaniridogorgia Watling, 2007
- genre Stephanogorgia Bayer & Muzik, 1976
- genre Trichogorgia Hickson, 1904
- genre Xenogorgia Bayer & Muzik, 1976

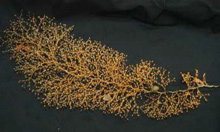
Chrysogorgia sp.
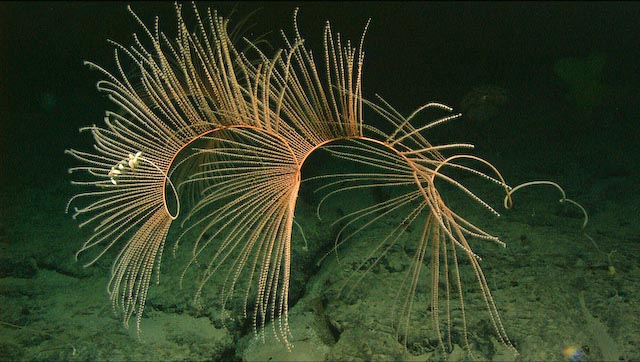
Iridogorgia magnispiralis
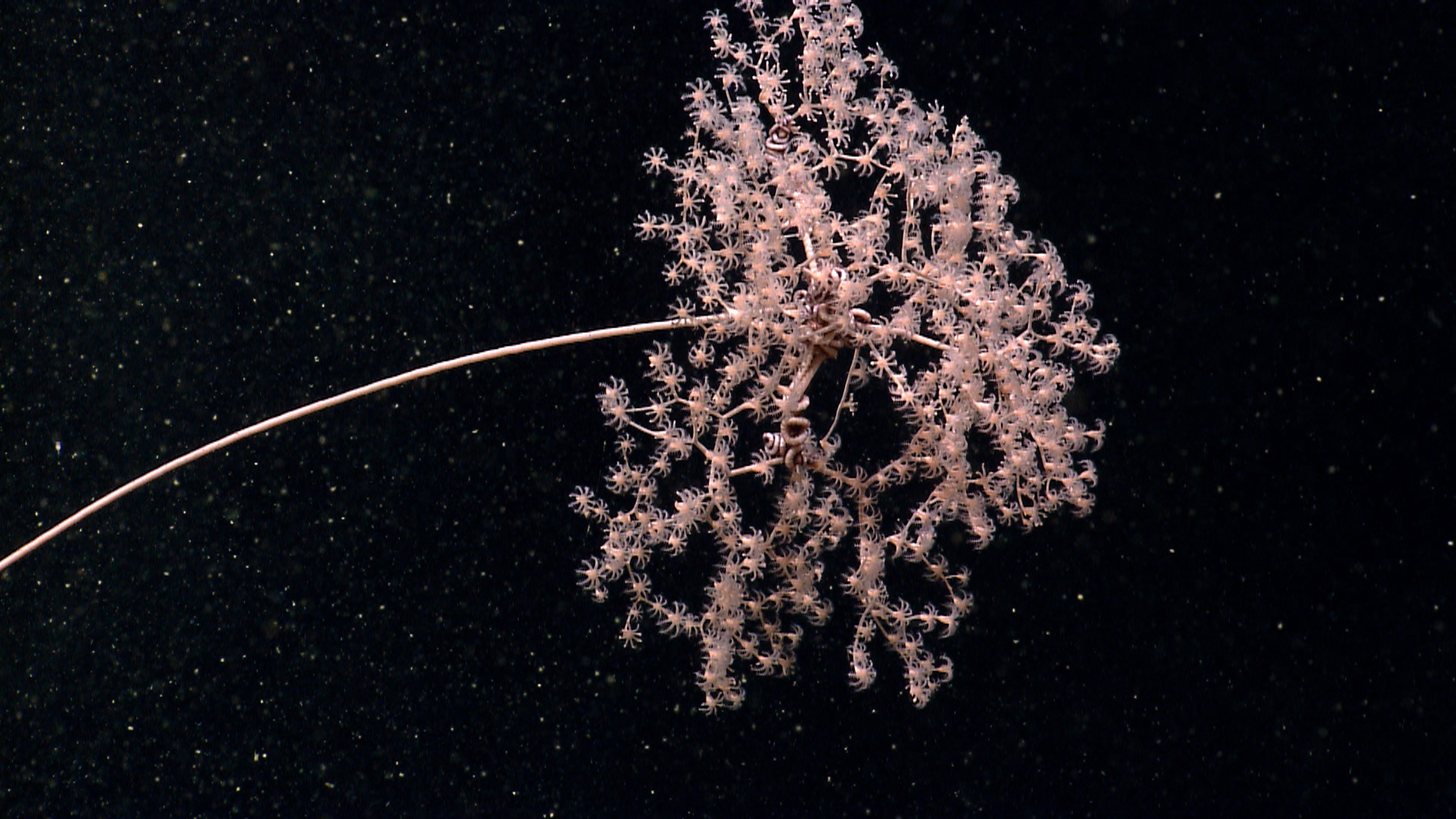
Metallogorgia melanotrichos